# Heliópolis (Egito)
Heliópolis era o nome que os gregos antigos davam à cidade egípcia de Iunu (jwnw) ou Iunet Mehet (traduzido do egípcio antigo, "O Pilar" ou "Pilar do Norte"). Capital do XIII nomo do Baixo Egito, foi uma das cidades mais importantes do ponto de vista religioso e político, durante a época do Reino Antigo. Situa-se a cerca de 10 km a noroeste da atual cidade do Cairo. A cidade existia já na Época Tinita, tendo recebido grandes projetos de construção no Império Antigo e no Império Médio. Hoje em dia, esta cidade está praticamente destruída. A divindade principal da cidade era o deus solar Rá, que era adorado no templo principal da cidade.

## Topónimo
Heliópolis é uma palavra com origem na língua grega, significando "cidade do sol", pela junção de hélios (sol) e pólis (cidade).

## Mitologia
Na mitologia grega, Heliópolis foi fundada por Átis, filho de Hélio, que fugiu de sua terra natal Rodes, após ter assassinado o seu irmão Tenages.

## Ruínas arqueológicas
|  |  |  |  |